# Darian Stewart
Darian Stewart (Huntsville, 4 agosto 1988) è un giocatore di football americano statunitense che milita nel ruolo di free safety per i Tampa Bay Buccaneers della National Football League (NFL).

## Carriera professionistica

### St. Louis Rams
Dopo non essere stato scelto nel Draft NFL 2010, Stewart firmò coi St. Louis Rams. Vi giocò per quattro stagioni, la seconda delle quali stabilmente come titolare, nella quale ebbe un primato in carriera di 84 tackle.

### Baltimore Ravens
Il 21 marzo 2014, Stewart firmò un contratto di un anno con i Baltimore Ravens.
Il gennaio 2015, Stewart intercettò un passaggio di Ben Roethlisberger nel quarto periodo del primo turno di playoff nella vittoria dei Ravens per 30-17. In precedenza, in quella partita, Stewart aveva salvato un probabile touchdown spingendo il ricevitore degli Steelers Antonio Brown fuori dal perimetro di gioco prima che potesse completare la ricezione.

### Denver Broncos
Stewart firmò un contratto biennale con i Denver Broncos il 13 gennaio 2015. Nel debutto con la nuova maglia intercettò un passaggio che avrebbe potuto essere il touchdown della vittoria della sua ex squadra, i Ravens. Il giocatore contribuì a fare terminare i Broncos con la miglior difesa della lega e un record di 12-4 con 63 tackle, un fumble forzato, due recuperati, un intercetto e dieci passaggi deviati. Nella finale di conference intercettò un passaggio di Tom Brady nella vittoria per 20-18 che portò Denver al Super Bowl 50, dove partì come titolare nella vittoria sui Carolina Panthers 24-10. Stewart nella finalissima forzò un fumble.
Nel 2016, Stewart fu convocato per il suo primo Pro Bowl al posto dell'infortunato Eric Berry.

### Tampa Bay Buccaneers
Nel 2019 Stewart firmò con i Tampa Bay Buccaneers.

## Palmarès

### Franchigia
- Super Bowl : 1

Denver Broncos: 50
- American Football Conference Championship: 1

Denver Broncos: 2015

### Individuale
- Convocazioni al Pro Bowl: 1

2016

## Statistiche
| Partite totali      | 84  |
| Partite da titolare | 36  |
| Tackle              | 263 |
| Sack                | 4,0 |
| Intercetti          | 3   |
| Fumble forzati      | 5   |

Statistiche aggiornate alla stagione 2015